# Judee Sill
Judee Sill, celým jménem Judith Lynne Sill, (7. října 1944 – 23. listopadu 1979) byla americká zpěvačka.
Své první, eponymní, album vydala v září 1971 a podíleli se na něm i David Crosby a Graham Nash, kterým již dříve předskakovala při koncertech. Počátkem roku 1973 absolvovala turné po Spojeném království jako předskokanka písničkáře Roye Harpera. V březnu vyšlo její druhé studiové album, nazvané Heart Food. V roce 1974 začala pracovat na svém třetím albu, které však kvůli problémům s drogami nikdy nedokončila. Demonahrávky z té doby vyšly v roce 2005 na kompilaci Dreams Come True.
Zemřela v 35 letech na předávkování v Severním Hollywoodu. Přestože za svého života nedosáhla komerčního úspěchu, měla velký vliv na řadu pozdějších hudebníků, včetně Shawn Colvinové a Liz Phairové. Zpěvačka Laura Veirs ji věnovala píseň „Song for Judee“ ze své desky case/lang/veirs (2016). Na tributní album Crayon Angel: A Tribute to the Music of Judee Sill přispěli například Marissa Nadler, Beth Orton, Final Fantasy (Owen Pallett) a Daniel Rossen. V roce 2022 byl uveden dokumentární film Lost Angel: The Genius of Judee Sill.
Jejím manželem byl v letech 1966 až 1972 klavírista Bob Harris, který hrál mj. s Frankem Zappou. Nedlouho před smrtí se provdala za tuniského herce Samira Bena Taieba Kamouna. Krátce také chodila s písničkářem J. D. Southerem. Otevřeně se hlásila ke své bisexuální orientaci.